# Lijst van afleveringen van My Name is Earl
Hier volgt een lijst van afleveringen van de televisieshow My Name Is Earl.

## Seizoen 1 (2005-2006)
01. Pilot

Earl Hickey wint 100.000 dollar in een loterij, maar wordt onmiddellijk daarna geraakt door een auto en belandt in het ziekenhuis. Dit geeft hem inzicht in karma en besluit hem zijn leven te beteren. Hij stelt een lijst op met alle dingen die hij fout heeft gedaan en neemt zich voor elk punt op te lijst goed te maken. Zodra hij deze beslissing heeft genomen vindt hij zijn winnende loterij ticket terug, en zo laat karma weten dat zij achter hem staat. Verder helpt hij Kenny James, een jongen die hij pestte, ervoor uit te komen dat hij homoseksueel is. 
02. Quit Smoking

Earl moet het goedmaken met zijn oude maatje Donny Jones, die de bak in moest vanwege een overval die Earl had gepleegd. Donny vergeeft hem, maar zijn moeder niet. Earl besluit Donny`s moeder de twee jaar zonder haar zoon terug te geven door haar, en zichzelf, te laten stoppen met roken. Ondertussen probeert Joy Earl te vermoorden vanwege een testament.

03. Randy's Touchdown

04. Faked My Own Death

05. Teacher Earl

06. Broke Joy's Fancy Figurine

07. Stole Beer From A Golfer

08. Ruined Joy's Wedding

09. Cost Dad The Election

10. White Lie Christmas

11. Barn Burner

12. O Karma, Where Art Thou?

13. Stole P's HD Cart

14. Monkeys In Space

15. Something To Live For

16. The Professor

17. Didn’t Pay Taxes

18. Dad's Car

19. Y2K

20. Boogeyman

21. Bounty Hunter

22. Stole A Badge

23. BB

24. Number One

## Seizoen 2 (2006-2007)
01. Very Bad Things

02. Jump For Joy

03. Sticks And Stones

04. Larceny Of A Kitty Cat

05. Van Hickey

06. Made A Lady Think I Was God

07. Mailbox

08. Robbed a Stoner Blind

09. Born a Gamblin Man

10. South of the Border Part Uno

11. South of the Border Part Dos

12. Our 'Cops' Is On

13. Buried Treasure

14. Kept A Guy Locked In A Truck

15. Foreign Exchange Student

16. Blow

17. The Birthday Party

18. Guess Who's Coming Out of Joy

19. Harassed A Reporter

20. Two Balls, Two Strikes

21. GED

22. Get A Real Job

23. The Trial

## Seizoen 3 (2007-2008)
01. My Name is Inmate 28301-016 (Part 1)

02. My Name is Inmate 28301-016 (Part 2)

03. The Gangs of Camden County

04. The Frank Factor

05. Creative Writing

06. Frank's Girl

07. Our Other COPS is On! (Part 1)

08. Our Other COPS is On! (Part 2)

09. Randy In Charge (...Of Our Days and Our Nights)

10. Midnight Bun

11. Burn Victim

12. Early Release

13. Bad Earl

14. I Won't Die With A Little Help From My Friends (Part 1)

15. I Won't Die With A Little Help From My Friends (Part 2)

16. Stole A Motorcycle

17. No Heads And A Duffel Bag

18. Killerball

19. Love Octagon

20. Girl Earl

21. Camdenites (Part 1)

22. Camdenites (Part 2)

## Seizoen 4 (2008-2009)
01. The Magic Hour

02. Monkey Take A Bath

03. Joy In A Bubble

04. Stole An RV

05. Sweet Johnny

06. We've Got Spirit

07. Quit Your Snitchin'

08. Little Bad Voodoo Brother

09. Sold a Guy a Lemon Car

10. Earl And Joy's Anniversary

11. Nature's Game Show

12. Reading Is A Fundamental Case

13. Orphan Earl

14. Got The Babysitter Pregnant

15. Darnell Outed, Part 1

16. Darnell Outed, Part 2

17. Randy's List Item

18. Friends With Benefits

19. My Name Is Alias (op de site van NBC is ook een enkele verwijzing te vinden naar een dubbele episodetitel, namelijk "My Name Is Alias OR Darnell's Dad")

20. Chaz Dalton's Space Academy

21. Witch Lady

22. Pinky

23. Bullies

24. Gospel

25. Inside Probe, Part 1

26. Inside Probe, Part 2

27. Dodge's Dad